# فيتنام في الألعاب الأولمبية الصيفية 2016
نافست فيتنام في دورة الألعاب الأولمبية الصيفية 2016 في ريو دي جانيرو، البرازيل، من 05-21 أغسطس 2016. فازت فيتنام بأول ميدالية ذهبية أولمبية لها عندما فاز هوانغ زوان فينه في رياضة الرماية بمسدس هوائي للرجال من مسافة 10 في 6 إغسطس 2016.